# Connecticut Sun

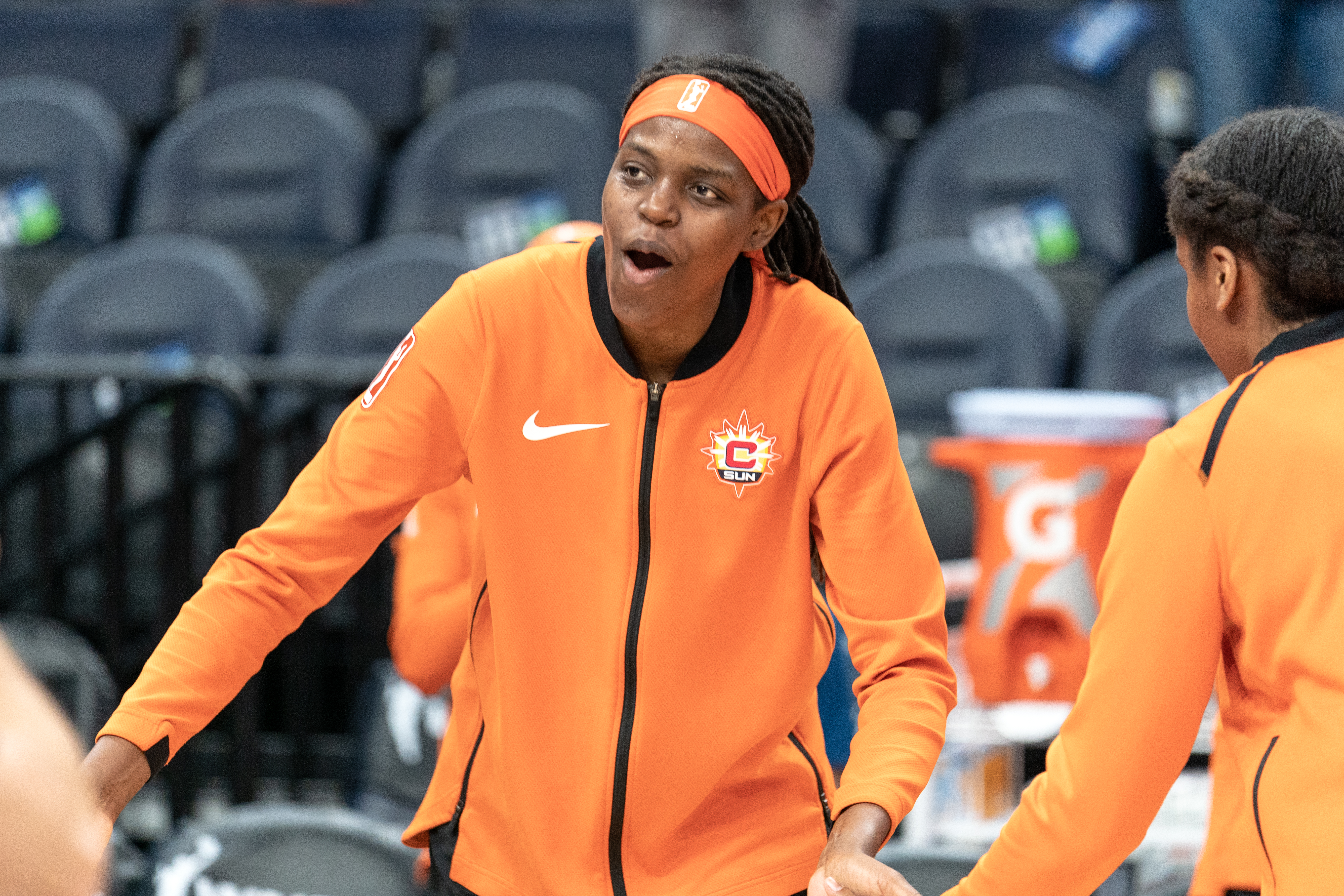
Jonquel Jones foi eleita melhor jogadora da liga como parte do Sun em 2021.

Connecticut Sun é um time de basquete feminino que joga na Women's National Basketball Association (WNBA). Fundado em 2000 como Orlando Miracle, em 2003 se mudou para  Uncasville, Connecticut, onde joga na Mohegan Sun Arena, dentro de um cassino de propriedade da tribo nativo-americana Mohegan.
Apesar de conquistar duas vezes o título da conferência leste, o Sun nunca venceu um campeonato da WNBA.

## Ligações Externas
- Site oficial (em inglês)